# Павлов, Андрей Михайлович
Андрей Михайлович Павлов (14 [27] октября 1903, Колпино, Санкт-Петербургская губерния — 1 апреля 1959, Ленинград) — советский военачальник, участник Гражданской, Советско-польской, Советско-финляндской и Великой Отечественной войн, генерал-майор танковых войск (1943).

## Биография
Андрей Павлов родился 14 (27) октября 1903 года в семье рабочего в посаде Колпино Царскосельского уезда Санкт-Петербургской губернии, ныне город является одним из внутригородских муниципальных образований Колпинского района города Санкт-Петербурга. Русский.
В 1918 году окончил трёхклассное городское училище.

### Служба в армии
В Рабоче-крестьянской Красной Армии с 14 июня 1918 года.
С июня 1918 года курсант 1-х советских Петроградских артиллерийских курсов, которые окончил в 1919 году.
С октября 1919 года начальник связи, с февраля 1920 года — помощник командира батареи, с декабря 1920 года командир батареи в 72-м артиллерийском дивизионе. Участвовал в Гражданской войне в боях под Петроградом и против Русской армии адмирала А. В. Колчака, а также в Советско-польской войне.
В 1920 году вступил в РКП(б), в 1925 году партия переименована в ВКП(б), в 1952 году партия переименована в КПСС.
С февраля по октябрь 1921 года — слушатель 
Высшей штабной школы Московского военного округа. С октября 1921 года по август 1922 года — слушатель Высшей артиллерийской школы Ленинградского военного округа.
С августа 1922 года — командир батареи легкого артиллерийского дивизиона. С октября 1924 года — помощник командира легкого артиллерийского дивизиона. С апреля 1926 года — помощник командира легкого артиллерийского дивизиона по хозяйственной части. С июня 1926 года — командир легкого артиллерийского дивизиона Московского военного округа. С августа 1927 года командир артиллерийского дивизиона Московской пролетарской дивизии.
С ноября 1929 года по июль 1930 года — слушатель Артиллерийских курсов усовершенствования командного состава Ленинградского военного округа (КУКС).
С июля 1930 года — командир батареи 1-й Советской объединённой военной школа РККА имени ВЦИК (Москва).
С апреля 1931 года — начальник штаба 14-го артиллерийского полка (Сибирский военный округ).
С сентября 1931 года — начальник учебной части, с марта 1932 года — военрук Горного института.
С июня 1934 года по 5 мая 1939 года — слушатель командного факультета Военной Академии моторизации и механизации РККА им. Сталина.
29 июня 1939 года назначен помощником командира 1-й мотобригады по строевой части (Киевского особого военного округа).
Участник Советско-финляндской войны. С 9 января 1940 года в распоряжении военного совета фронта. С 10 февраля по 11 июля 1940 года — командир 48-й автотранспортной бригады.
С 11 июля 1940 года — заместитель командира 15-й танковой дивизии.
С 4 октября 1940 года по 15 июля 1941 года — слушатель Военной академии Генерального штаба РККА имени К. Е. Ворошилова.

### В Великую Отечественную войну
Начало Великой Отечественной войны встретил в академии. 15 июля 1941 года назначен начальником Сталинградского военного танкового училища. 19 июня 1942 года начальником училища назначен Михаил Георгиевич Сериков.
В этот период — преподаватель кафедры службы питания войск ГСМ Военной Академии механизации и моторизации РККА.
Будучи начальником штаба 18-го танкового корпуса, полковник Павлов в период с 3 по 9 июля 1942 года, после ранения командира 110-й танковой бригады, принял на себя командование бригадой. Ранен в бою под Воронежем 7 июля 1942 года.
13 июля 1942 года назначен заместителем командира 28-го танкового корпуса по технической части.
С 9 сентября 1942 года — ид начальника штаба 26-го танкового корпуса, 15 октября 1942 года утвержден в должности (с 8 декабря 1942 года корпус преобразован в 1-й гвардейский танковый корпус).
С 5 января 1943 года — начальник штаба 20-го танкового корпуса.
2 марта 1943 года зачислен в распоряжение Управления кадров бронетанковых и механизированных войск бронетанковых и механизированных войск Красной Армии. 5 ноября 1943 года присвоено звание генерал-майор танковых войск.
На январь — февраль 1944 года начальник штаба 2-й танковой армией.
25 апреля 1944 года назначен начальником командного факультета Военной ордена Ленина академии бронетанковых и механизированных войск Красной Армии имени И. В. Сталина.
С 14 ноября 1944 года — в распоряжении командования бронетанковых и механизированных войск Красной Армии.
28 июня 1945 года уволен в отставку по ст. 43 (по болезни).
С 12 октября 1945 года — начальник Колпинского РВК города Ленинграда.
Андрей Михайлович Павлов умер 1 апреля 1959 года. Похоронен на Богословском кладбище, ныне в муниципальном округе Пискарёвка Калининского района города Санкт-Петербурга.

## Награды
- Орден Ленина, 21 февраля 1945 года[6][7];
- Орден Красного Знамени, дважды: 4 февраля 1943 года[8][9], 3 ноября 1944 года[10][11];
- Орден Суворова II степени, 8 февраля 1943 года[12][13];
- Юбилейная медаль «XX лет Рабоче-Крестьянской Красной Армии»;
- Медаль «За оборону Сталинграда», 11 октября 1944 года[14][15][16];
- Медаль «За победу над Германией в Великой Отечественной войне 1941-1945 гг.», 9 августа 1945 года[17];
- Юбилейная медаль «30 лет Советской Армии и Флота»;
- Юбилейная медаль «40 лет Вооружённых Сил СССР»

## Воинские звания
- Майор (Приказ НКО № 01655 от 24.12.1935)[3],
- Полковник (1938)[3],
- Генерал-майор танковых войск (Постановление СНК СССР № 1219 от 05.11.1943)[3].

## Память
- Имя воина увековечено в Главном Храме Вооружённых сил России и навсегда запечатлено на мемориале «Дорога памяти»[18]